# Callitrichia pileata
Callitrichia pileata är en spindelart som först beskrevs av Rudy Jocqué och Nikolaj Scharff 1986.  Callitrichia pileata ingår i släktet Callitrichia och familjen täckvävarspindlar.
Artens utbredningsområde är Tanzania. Inga underarter finns listade.